# Абдул Мумін
Халід Абдул Мумін Сулеман (фр. Khalid Abdul Mumin Suleman, нар. 6 червня 1998, Аккра, Гана) — ганський футболіст, центральний захисник іспанського клубу «Райо Вальєкано» та національної збірної Гани.

## Ігрова кар'єра

### Клубна
Абдул Мумін починав займатися футболом у футбольній академії в Гані. У 2016 році він приєднався до данського клубу «Норшелланн», де й далі грав у футбол у юнацькій клубній команді. Професійний дебют футболіста в чемпіонаті Данії відбувся 7 серпня 2016 року, через кілька днів після підписання контракту. В клубі Мумін провів чотири сезони з перервою на пів року, коли він грав в оренді в клубі другого дивізіону — «Кеге».
У серпні 2020 року Мумін як вільний агент перейшов до португальського клубу «Віторія» (Гімарайнш), з яким підписав контракт на чотири роки. І 18 вересня 2020 року зіграв першу гру в новій команді.
Перед сезоном 2022/23 захисник приєднався до іспанського «Райо Вальєкано», з яким підписав чотирирічний контракт. 17 вересня 2022 року в матчі проти «Атлетіка» Мумін дебютував у чемпіонаті Іспанії.

### Збірна
У січні 2022 року Абдул Мумін брав участь у Кубку африканських націй 2021 року. Але на турнірі захисник не провів жодного матчу.
Дебют футболіста в національній збірній Гани відбувся 6 липня 2024 року в матчі відбору до чемпіонату світу з футболу 2026 року проти команди Малі.

## Досягнення
Особисті досягнення
- Гол місяця Ла-Ліги: вересень 2024[10]